# Albert-Vahle-Halle
Die Albert-Vahle-Halle ist eine Reithalle auf dem Turniergelände des Aachen-Laurensberger Rennvereins (ALRV) im Sportpark Soers in Aachen. Sie erhielt ihren Namen in Erinnerung an Albert Vahle (1903–1987), Bergwerksdirektor und langjähriger Präsident des ALRVs. Die Halle wird unter anderem für die Voltigierwettbewerbe während des alljährlich ausgetragenen CHIO Aachen und für das jährliche Nachwuchsspringreiterturnier „Salut-Festival“ genutzt. 
Die Halle verfügt über knapp 1200 Sitzplätze und einen 27 × 74 Meter großen Sandplatz. Sie ist neben dem Hauptstadion, das für das Springreiten genutzt wird, und dem fürs Dressurreiten genutzten Deutsche Bank Stadion eine der drei Hauptwettkampfstätten des CHIO Aachen und unter ihnen die kleinste. Die Voltigierprüfungen der in Aachen ausgetragenen Weltreiterspiele 2006 fanden ebenfalls dort statt. 
Der ALRV plant im Rahmen der Neugestaltung des Sportparks Soers in der zweiten Hälfte der 2020er-Jahre die Errichtung einer neuen Reithalle anstelle der Albert-Vahle-Halle.

## Umfeld
Zusammen mit der 2009 eröffneten Heimspielstätte Tivoli des Fußballclubs Alemannia Aachen und der Tivoli Eissporthalle bildet das CHIO-Gelände den Sportpark Soers. Der Sportpark befindet sich im Norden Aachens und ist über die B57 und die nah gelegene A4 gut mit dem Auto zu erreichen.